# Laboratóriumi brigádmódszer
Laboratóriumi brigádmódszer, illetve brigádlaboratóriumi rendszer: a hagyományos osztály-rendszerű munkát felváltó, egyéni cselekedtetést és kooperatív technikákat is alkalmazó munkaforma az 1920-as évek szovjet iskoláiban. A Dalton-terv szovjetunióbeli adaptációja.

## Reformpedagógia a Szovjetunióban 1931-ig
A hivatalos szovjet kultúrpolitika és pedagógia az 1920-as évek végéig nemcsak eltűrte, hanem támogatta is a  reformpedagógiai irányzatok adaptálását, a polgári múlttal való gyökeres szakításra törekedve. Ebben nagy szerepe volt Nagyezsda Krupszkájának és A. V. Lunacsarszkijnak, akiknek irányító szerepük volt az iskolarendszer fejlesztésében. 
Az új nyugati pszichológiai-pedagógiai törekvéseket igyekeztek az „egységes szocialista munkaiskola” és a közösségi nevelés szolgálatába állítani. Így folytattak kísérleteket az amerikai Dalton-terv és Winnetka-terv a  „projekt-” és a „komplexmódszer” meghonosítására, John Dewey, H. Kilpatrick és  Maria Montessori pedagógiájának adaptálására. Helen Parkhurst Dalton-tervét „laboratóriumi brigádmódszer” néven vették át. Ezekben az években több amerikai pedagógiai küldöttség járt a Szovjetunióban, és tagjaik általános elismeréssel szóltak az ott látottakról. (Így nyilatkozott például Carleton Washburne, a Winnetka-terv kidolgozója is, akinek véleménye szerint „…nincs még egy olyan egységes iskolai-rendszerrel rendelkező ország mint az orosz, amely egyúttal ennyi modern elemet tartalmazna”.) 
A szovjet reformpedagógia virágkora nem tartott sokáig. A pártfunkcionáriusok kritikái egyre erősödtek, míg végül, 1931-ben párthatározat vetett véget mindenféle pedagógiai kísérletnek, köztük az iskola-kísérleteknek is, hozzájárulva ezzel egy monolitikus iskolarendszer megteremtéséhez.